# 5796 Klemm
5796 Klemm este o planetă minoră (asteroid), cu un diametru de 5,659 km, din centura de asteroizi. A fost descoperită pe 7 noiembrie 1978 la Observatorul Palomar de Eleanor F. Helin. 
Obiectul prezintă o orbită caracterizată de o semiaxă mare de 2,4503235 UAi, o excentricitate de 0,06, o înclinație de 1,97373 ° în raport cu ecliptica.